# Ліщина Богдан Миколайович
Богдан Миколайович Ліщина (4 липня 1937, село Чистилів, тепер Тернопільського району Тернопільської області — 19 листопада 2012, місто Сєвєродонецьк Луганської області) — український радянський діяч, промисловець, генеральний директор Сєвєродонецького виробничого об'єднання «Азот» Луганської області. Член Ревізійної Комісії КПУ в 1981—1990 р. Народний депутат України 1-го скликання. Академік Академії інженерних наук України (1991).

## Біографія
Народився у селянській родині. У 1953—1958 р. — студент Харківського політехнічного інституту імені Леніна. Здобув фах інженера-механіка хімічних виробництв.
У 1958—1974 р. — майстер з ремонту технічного обладнання цеху синтезу метанолу, механік, заступник начальника, начальник цеху Лисичанського хімічного комбінату (потім — Сєвєродонецького виробничого об'єднання «Азот» імені Ленінського комсомолу) Луганської області.
Член КПРС з 1968 року.
У 1974—1978 р. — головний механік Сєвєродонецького виробничого об'єднання «Азот» імені Ленінського комсомолу Ворошиловградської області.
У 1978—1996 р. — директор, генеральний директор Сєвєродонецького виробничого об'єднання «Азот» імені Ленінського комсомолу Ворошиловградської (Луганської) області.
Потім — на пенсії у місті Сєвєродонецьку Луганської області.

## Нагороди
- орден Леніна (1986)
- орден Трудового Червоного Прапора (1977)
- лауреат Державної премії Української РСР (1985)
- лауреат премії Ради Міністрів СРСР (1983)
- медалі
- почесний хімік СРСР (1985)
- почесний громадянин міста Сєвєродонецька

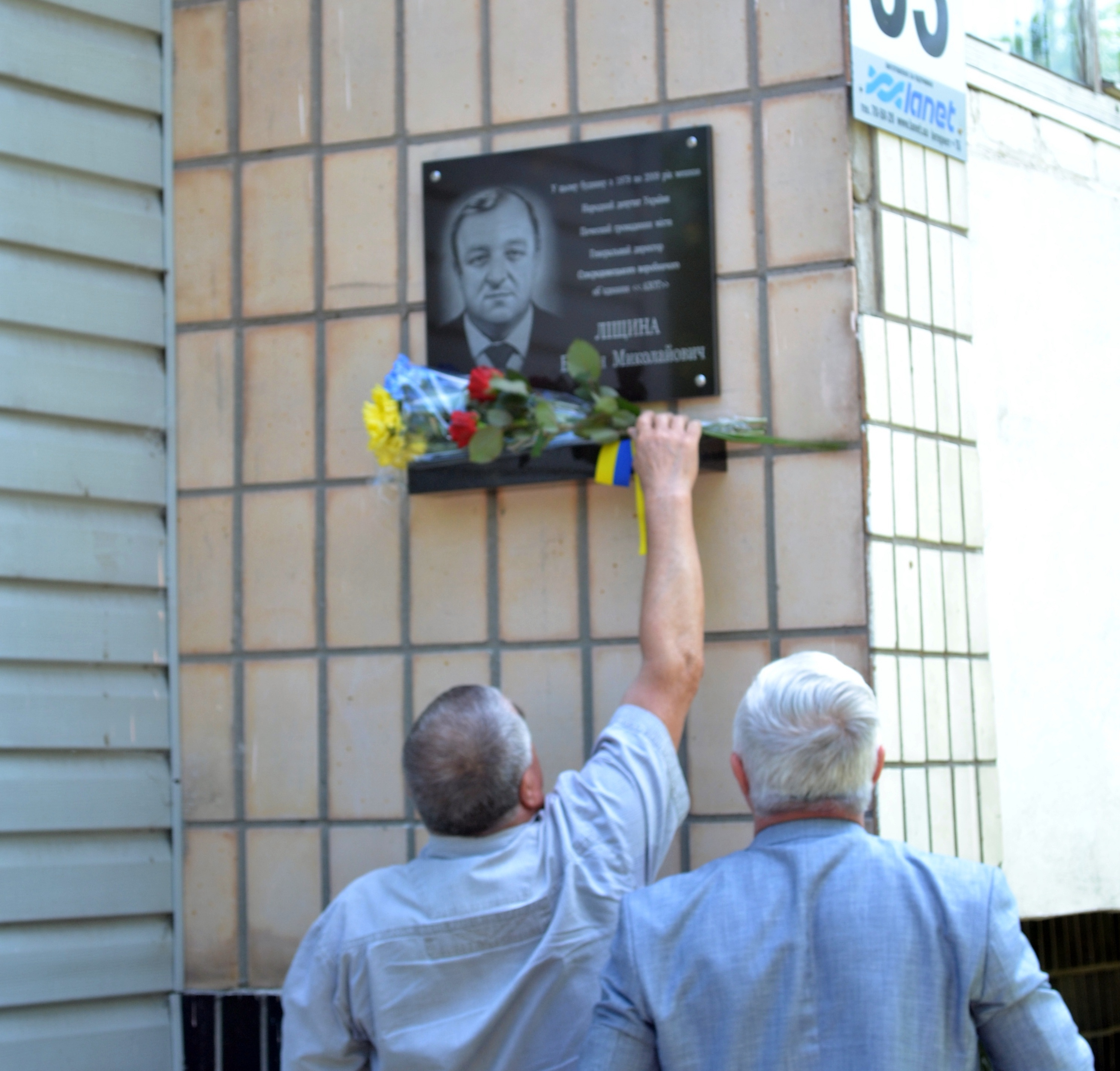
Меморіальна дошка